# Sainte-Lizaigne
Sainte-Lizaigne é uma comuna francesa na região administrativa do Centro, no departamento Indre. Estende-se por uma área de 26,4 km². Em 2010 a comuna tinha 1 185 habitantes (densidade: 44,9 hab./km²).